# آبگرم گیوی
آبگرم خلخال (گیوی) در فاصله ۵ کیلومتری شهر گیوی کنارجاده گیوی-خلخال واقع شده‌است.از زمان های سابق به نام آب گرم خلخال شناخته شده بود و در شهر های اطراف نیز با همین نام متداول بود ، در بخش تقسیمات منابع آبی نیز جزو مستثنیات خلخال و هرو آباد بوده و مالکیت آن جزو محال خلخال ثبت شده است  ، پس از تبدیل گیوی به شهرستان کوثر به مرکزیت گیوی توسط ساکنین محلی به نام آبگرم گیوی مسطلح گردید .
این چشمه آبگرم جالب برای معالجه امراض پوستی و مفصلی مثل رماتیسم و درد مفاصل مفید خوانده می‌شود. آبگرم یادشده از برخورد با رشته‌های آهکی و توده‌آذرین به‌وجود آمده و بنابراین در بهبود بیماری‌های اعصاب، متابولیکی، پوستی و گوارشی نیز مؤثر است.
از سایر مزایای این آبگرم که باعث شناخته شدن آن در اقصی نقاط کشور شده‌است جنبه درمانی آن در موارد درد مفاصل و گرفتگی اعضای بدن و درد کمر و سایر موارد می‌باشد که همه روزه شاهد حضور مسافران و گردشگران از این منطقه می‌باشد در حال حاضر امکاناتی چون استخر بهداشتی و مکان‌های مناسب کمپ و اتاق‌های اقامتی و فروشگاه‌های مواد غذایی در محل مستقر بوده و وظیفه استقبال از میهمانان را بر عهده دارند. مدیریت چشمه معدنی آبگرم گیوی با امورآب شهرستان کوثر بوده وچشمه معدنی آبگرم دارای دو استخر زنانه و مردانه با تعدادی دوش می‌باشد.
این آبگرم که یکی از زیباترین مناظر و چشم‌اندازهای طبیعی در سرزمین گیوی به‌شمار می‌رود همه ساله مسافران زیادی از شهرهای دور و نزدیک و گردشگران خارجی را به‌خود جلب می‌کند.
1. ↑  آبگرم خلخال.

- معرفی آبگرم گیوی